# Thermas Water Park
O Thermas Water Park agora é Thermas de São Pedro é um parque aquático localizado no interior do estado de São Paulo, na estância turística de São Pedro, a 180 quilômetros da capital. É considerado um dos parques aquáticos mais visitados da América Latina, ocupando uma área total de quatro milhões de m² e conta com oito milhões de m³ de águas distribuídas em suas atrações. Inaugurado em 1990, ele foi reconhecido como 7º parque aquático mais visitado da América Latina e 4º do Brasil pela Themed Entertainment Association (TEA) and the Economics practice at AECOM no ano de 2022.
O parque conta com mais de 15 piscinas de águas quentes, climatizadas e naturais, um radical complexo de toboáguas e possui cinco áreas com diferentes atrações para todas as idades. O Thermas de São Pedro ainda possui o maior Parque Infantil da América Latina, maior Piscina de Ondas do Estado de São Paulo e recebe cerca de seiscentas mil pessoas por ano. O parque vem se destacado no cenário turístico, expandindo-se a cada ano. Em 2023, irá inaugurar uma nova área com padrões internacionais, inspirada na temática havaiana.

## História
Fundado no ano de 1990, como clube, o Thermas de São Pedro foi se construindo aos poucos, inicialmente, somente com espaços de lazer para os associados. Em 1992, as primeiras piscinas foram construídas. No mesmo ano, também foram instalados os primeiros toboáguas. O parque foi se consolidando aos poucos e shows e gravações de programas faziam parte dos eventos realizados no Thermas de São Pedro.
Em 2016, o parque inaugurou a maior Piscina de Ondas do Estado de São Paulo, com cerca de 3 milhões de litros de água, além de toboáguas, grutas, cascatas e uma decoração inspirada no filme ‘Piratas do Caribe’. Foi neste ano, que clube passou a ser reconhecido como parque aquático. No ano de 2019, foi construído o novo Parque Infantil. Com mais de 8.000 m² de área, se tornou o maior na América Latina. Um projeto exclusivo com brinquedos planejados pela empresa canadense Water Toys e que virou capa da revista Park World Magazine. 
Ainda em 2019, um novo projeto foi entregue, a revitalização do Parque da Baleia. As piscinas foram ampliadas e o espaço passou a oferecer estrutura de som, uma nova decoração e espaços para descanso. 
Logo no fim do mesmo ano, com a visão de desenvolvimento econômico, o Thermas de São Pedro se aliou a empresas de renome nacional: a ABL Prime e WAM Brasil, para lançar o empreendimento imobiliário Thermas São Pedro Park Resort.  A MPD Construtora, que está entre as maiores do país, foi a selecionada para fazer parte do projeto.
Em 2020, alinhado com suas diretrizes de sustentabilidade, o Thermas de São Pedro inaugurou a sua primeira fazenda solar e se tornou autossuficiente em energia elétrica. O parque também passou a contar com um centro de reciclagem com capacidade para processar todos os materiais gerados no local.